# يوجين دنيس (لاعب كرة قدم)
يوجين دنيس (بالإنجليزية: Eugene Dennis)‏ هو لاعب كرة قدم ليبيري في مركز الدفاع، ولد في 16 نوفمبر 1996 في Buduburam ‏ في غانا.

## وصلات خارجية
- يوجين دنيس (لاعب كرة قدم) على موقع قاعدة بيانات كرة القدم.إي يو (الإنجليزية)
- يوجين دنيس (لاعب كرة قدم) على موقع ناشيونال فوتبول تيمز (الإنجليزية)
- يوجين دنيس (لاعب كرة قدم) على موقع Soccerway.com (الإنجليزية)